# Tantalophis discolor
Tantalophis discolor — вид змій родини полозових (Colubridae). Ендемік Мексики. Це єдиний представник монотипового роду Tantalophis.

## Поширення і екологія
Tantalophis discolor мешкають в горах Південної Сьєрра-Мадре в північній і центральній частині Оахаки, зокрема в горах Сьєрра-Хуарес. Вони живуть в сосново-дубових лісах.

## Збереження
МСОП класифікує цей вид як вразливий. Tantalophis discolor загрожує знищення природного середовища.